# 황두성
황두성(黃斗聖, 1976년 11월 16일 ~ )은 전 KBO 리그 넥센 히어로즈의 투수이다.

## 선수 시절

### 삼성 라이온즈시절
성균관대를 중퇴하고 1997년 포수로 입단했다가 시력이 좋지 않아 당시 코치였던 장호연의 제안으로 투수로 전향했다. 그러나 눈에 띄는 모습을 보여주지 못하고 1999년에 그와 양준혁, 곽채진과 당시 해태 타이거즈 소속이었던 임창용이 트레이드됐다.
당시 해태 타이거즈 직원은 정현욱을 원했으나 이름을 기억하지 못해 '밥 잘 먹는 선수'라고 보고했고, 그가 영입된 것이다.
해태 타이거즈 프런트는 트레이드를 무효로 하고 싶었으나 이미 입단식을 했고, 등번호까지 배정된 상태라 무효로 하지 못했다고 한다.

### 해태 타이거즈시절
트레이드된 첫 해에 처음 1군에 올라왔으나 뚜렷한 활약없이 2군에서 전전했으며 2군에서 성적 부진으로 2000년 말에 방출됐다.

### 현대 유니콘스시절
이 때부터 본격적으로 이름을 알리기 시작했다. 2001년에 이적하였으나, 1경기 출전에 그쳤다. 당시 팀의 투수진은 상당히 탄탄했기에 그에게는 기회가 찾아오지 않았고, 주로 2군에 많이 머물렀다. 그러던 중 2005년 당시 팀의 투수들이 부진함에 따라 2군에서 선수 생활을 쭉 해오던 그는 비로소 1군에 올라와 기회를 잡았다. 처음에는 불펜으로 자주 등판했고 그 후 선발과 불펜을 오가는 마당쇠 역할을 해 2005년에 60경기에 등판해 11승 9패, 3점대 초반의 평균자책점을 기록해 두각을 나타냈다. 데뷔 첫 승도 이 해에 기록했다. 그는 140km/h 중후반대의 묵직한 직구와 체인지업 위주로 구사하면서 탈삼진을 잡는 능력이 뛰어난 게 가장 큰 장점이다. 탈삼진을 잡는 능력이 뛰어난 점에서 높은 평가를 받은 그는 2006년 시즌 초반 마무리 보직을 맡았으나, 2005년에 지나치게 등판해 혹사당한 탓에 후유증으로 크게 부진해 2군에서 재활했다. 그 뒤 시즌 중반에 1군으로 올라와 불펜 투수로 등판하며 전천후 투수로 활약했다. 2006년 시즌에 3점대 평균자책점을 기록했다.
2007년 시즌에 처음에 불펜에서 활약하다가 6월 즈음에 팀의 선발진들이 난조를 보이자, 선발로 전환해 활약했다. 2007년 10월 5일 팀의 고별전인 한화 이글스전에서 경기 후반에 등판해 세이브를 거뒀으며 그 세이브가 2007년의 유일한 세이브였다. 은퇴했을 때 그는 팀의 고별 경기를 잊을 수 없다고 말했다. 이 해 그는 4점대 평균자책점, 7승 9패, 1세이브를 기록했다.

### 넥센 히어로즈시절
2008년에는 선발로 활약하다가 시즌 중반에 팀이 마무리 부재로 불펜진 운영에 어려움을 겪자, 자진해서 잠시 마무리로 전향했다. 그러다 일본인 마무리 투수 다카쓰의 입단으로 선발로 다시 옮겼다. 2009년 WBC 국가대표팀으로 뽑혔지만 컨디션 난조로 중도 하차해 임태훈과 교체됐다.
2009년 시즌에는 처음에 마무리 투수로 활동하다가 구위 난조로 잠시 2군에 잠시 내려갔다. 그 후 시즌 중반에 선발로 활약해 40경기에 등판해 3점대 평균자책점, 8승 3패, 9세이브를 기록했다. 그러나 2010년 스프링 캠프 도중 어깨 통증을 호소해, 1군에 올라오지 못하고 재활하고 있다가 재활에 실패했고 무릎 부상까지 겹쳐 1군에 올라오지 못했다. 결국 2011년 11월 25일에 보류 명단에서 제외됐으며, 방출된 지 얼마 안 돼 은퇴했다.

## 야구선수 은퇴 후
2012년부터 삼성 라이온즈의 잔류군 코치로 활동했다. 2014년 3월부터 8월까지 요미우리 자이언츠에서 연수했다.

## 출신 학교
- 서울길동초등학교
- 배명중학교
- 배명고등학교
- 성균관대학교 중퇴

## 통산 기록
| 년도 | 팀       | 평균자책 | 경기수 | 승리 | 패전 | 세이브 | 홀드 | 완투 | 완봉 | 이닝  | 피안타 | 피홈런 | 볼넷 | 탈삼진 | 실점 | 자책점 | 비고 |
| ---- | -------- | -------- | ------ | ---- | ---- | ------ | ---- | ---- | ---- | ----- | ------ | ------ | ---- | ------ | ---- | ------ | ---- |
| 1999 | 해태     | 3.24     | 4      | 0    | 0    | 0      | 0    | 0    | 0    | 8.1   | 7      | 0      | 6    | 3      | 4    | 3      |      |
| 2000 | 해태     | 7.36     | 3      | 0    | 0    | 0      | 0    | 0    | 0    | 3.2   | 5      | 0      | 7    | 3      | 3    | 3      |      |
| 2001 | 현대     | 0.00     | 1      | 0    | 0    | 0      | 0    | 0    | 0    | 1.0   | 2      | 0      | 0    | 0      | 0    | 0      |      |
| 2002 | 현대     | 3.00     | 4      | 0    | 0    | 0      | 0    | 0    | 0    | 6.0   | 4      | 1      | 3    | 4      | 2    | 2      |      |
| 2003 | 현대     | 3.00     | 1      | 0    | 0    | 0      | 0    | 0    | 0    | 3.0   | 3      | 0      | 0    | 3      | 1    | 1      |      |
| 2004 | 현대     | 13.50    | 3      | 0    | 0    | 0      | 0    | 0    | 0    | 5.1   | 12     | 2      | 2    | 0      | 9    | 8      |      |
| 2005 | 현대     | 3.29     | 60     | 11   | 9    | 1      | 7    | 0    | 0    | 128.2 | 106    | 15     | 41   | 137    | 53   | 47     |      |
| 2006 | 현대     | 3.91     | 47     | 4    | 4    | 0      | 5    | 0    | 0    | 71.1  | 55     | 7      | 40   | 142    | 35   | 31     |      |
| 2007 | 현대     | 4.45     | 46     | 7    | 9    | 1      | 3    | 0    | 0    | 139.2 | 121    | 13     | 51   | 142    | 76   | 69     |      |
| 2008 | 히어로즈 | 4.05     | 34     | 6    | 8    | 8      | 1    | 0    | 0    | 104.1 | 88     | 10     | 45   | 77     | 50   | 47     |      |
| 2009 | 히어로즈 | 3.51     | 40     | 8    | 3    | 9      | 0    | 0    | 0    | 92.1  | 76     | 10     | 35   | 79     | 37   | 36     |      |
| 통산 | 11시즌   | 3.94     | 243    | 36   | 33   | 19     | 16   | 0    | 0    | 563.2 | 479    | 58     | 233  | 531    | 270  | 247    |      |